# 2742 Gibson
A 2742 Gibson (ideiglenes jelöléssel 1981 JG3) a Naprendszer kisbolygóövében található aszteroida. Carolyn Shoemaker fedezte fel 1981. május 6-án.